# Karl Lahr
Karl Lahr (* 27. März 1899 in Wendelsheim; † 5. Dezember 1974 in Mainz) war ein deutscher Landwirt und Politiker (FDP, FVP, DP).

## Leben und Beruf
Nach dem Besuch des Progymnasiums in Alzey und des Gymnasiums in Gießen wurde Lahr zum Militär eingezogen und nahm 1917/18 als Soldat am Ersten Weltkrieg teil. Während des Krieges wurde er zweimal verwundet. 1919 begann er ein Studium der Rechtswissenschaften an den Universitäten in Gießen (Mitglied des Corps Teutonia) und Frankfurt am Main, das er 1924 mit dem ersten juristischen Staatsexamen beendete. Anschließend übernahm er den schwiegerelterlichen Landwirtschaftsbetrieb in Ober-Hilbersheim, den er in der Folgezeit als selbständiger Landwirt leitete. Von 1939 bis 1945 nahm er als Soldat am Zweiten Weltkrieg teil. Später fungierte er als Präsident des Bauernverbandes Rheinhessen.

## Partei
Lahr war von 1923 bis 1933 Mitglied der DNVP. Er gehörte 1946 zu den Gründern des Sozialen Volksbundes (SV), aus dem später der Landesverband der FDP Rheinland-Pfalz hervorging.

## Abgeordneter
Lahr war 1946 zunächst in die Beratende Landesversammlung des Landes Rheinland-Pfalz gewählt worden. Sein Mandat wurde jedoch in der ersten Sitzung am 22. November 1946 aufgrund von Beanstandungen der französischen Militärregierung für ruhend erklärt. In einer weiteren Sitzung im Dezember erklärte dann der mit der Mandatsprüfung beauftragte Wahlprüfungsausschuss die Wahl Lahrs für ungültig.
Lahr war von 1951 bis zu seiner Mandatsniederlegung am 30. September 1953 Mitglied des Rheinland-Pfälzischen Landtages und dort 1952/53 Vorsitzender der FDP-Fraktion. Dem Deutschen Bundestag gehörte er von 1953 bis 1957 an. Ursprünglich für die FDP gewählt, verließ er diese am 23. Februar 1956 mit der sogenannten Euler-Gruppe aus Protest gegen den Koalitionswechsel der Liberalen in Nordrhein-Westfalen von der CDU zur SPD und beteiligte sich an der Gründung der Freien Volkspartei (FVP), die sich bereits im März 1957 der Deutschen Partei anschloss.

## Öffentliche Ämter
Lahr amtierte von 1946 bis 1956 als Bürgermeister der Gemeinde Ober-Hilbersheim.
| Personendaten    | Personendaten                                             |
| ---------------- | --------------------------------------------------------- |
| NAME             | Lahr, Karl                                                |
| KURZBESCHREIBUNG | deutscher Landwirt und Politiker (FDP, FVP, DP), MdL, MdB |
| GEBURTSDATUM     | 27. März 1899                                             |
| GEBURTSORT       | Wendelsheim                                               |
| STERBEDATUM      | 5. Dezember 1974                                          |
| STERBEORT        | Mainz                                                     |